# William Brennaugh
William Thomas Edmund „Billy“ Brennaugh (* 13. August 1877 in Brampton, Vereinigtes Königreich; † 23. Oktober 1934 in Hamilton) war ein kanadischer Lacrossespieler.

## Erfolge
William Brennaugh, der im jungen Alter nach Kanada auswanderte, war Mitglied der Winnipeg Shamrocks, mit denen er bei den Olympischen Spielen 1904 in St. Louis im ersten Lacrossewettbewerb der Olympischen Spiele antrat. Neben ihm gehörten außerdem George Cattanach, William Burns, Hilliard Lyle, Benjamin Jamieson, George Cloutier, Élie Blanchard, Jack Flett, Stuart Laidlaw, George Bretz, Lawrence Pentland und Sandy Cowan zur Mannschaft. Brennaugh spielte dabei auf der Position eines Angreifers.
Neben den Winnipeg Shamrocks nahmen lediglich noch eine Mannschaft der Mohawk Indians of Canada und die Gastgeber aus St. Louis teil, die St. Louis Amateur Athletic Association. St. Louis bestritt seine erste Partie gegen die indianische Mannschaft und besiegte diese, womit sie ins Endspiel gegen die Winnipeg Shamrocks einzog. Mit 8:2 setzten sich die Shamrocks deutlich gegen St. Louis durch und Brennaugh erhielt wie seine Mannschaftskameraden als Olympiasieger die Goldmedaille.
Brennaugh war von Beruf Maschinist.